# Samuel-Jacques Hollard
Pour les articles homonymes, voir Hollard.
Samuel-Jacques Hollard, né le 17 juillet 1759 à Lausanne et mort le 23 septembre 1832 dans la même ville, est un notaire et une personnalité politique vaudoise, qui est devenu en 1803 le premier syndic de Lausanne,.

## Biographie
Après avoir étudié le droit, Samuel-Jacques Hollard travaille comme notaire et, probablement, comme gérant de fortune. Il épouse en mars 1781 Marie Bégoz, qui meurt quatre ans plus tard. Il se remarie le 30 avril 1790 avec Louise-Isabelle Curchod. De cette union naissent trois enfants : Louis (1791-1846), Victoire (1794-?) et Charles (1797-1853). Le couple se sépare vers 1808.
Après l'Acte de médiation du 19 février 1803 attribuant une nouvelle constitution à la Suisse, la loi cantonale du 18 juin crée une nouvelle organisation communale qui confie à chaque municipalité sa propre administration. La municipalité de Lausanne compte alors quatre divisions (police et écoles, économique, pauvres, forêts) et son président porte le nom de syndic. Samuel-Jacques Hollard devient le 25 août 1803 le premier syndic de la ville. L'année suivante, il siège de plus au parlement, le Grand Conseil.
Pendant sa syndicature, Lausanne change de visage : le bâtiment du Grand Conseil est construit à la Cité en 1804 ainsi que le premier bâtiment postal entre 1806 et 1808 (les deux sont de l'architecte Alexandre Perregaux) ; la porte situé à l'ouest de la place St-François est démolie en 1805 ; le vallon de la Louve est comblé vers 1812, ce qui permet la création de la place de la Riponne dès 1814. Le syndic Hollard quitte ses fonctions le 29 décembre 1815.

## Hommage
Lausanne possède des escaliers Samuel-Jacques-Hollard (entre la rue du Tunnel et la rue du Valentin), sur décision municipale de 1915, ainsi qu'un passage Samuel-Jacques-Hollard (entre la place de la Riponne et la rue du Tunnel), sur décision municipale de 1974.